# Ilija Gruev (calciatore 1969)
Ilija Hristov Gruev (in bulgaro Илия Христов Груев?; Sofia, 30 ottobre 1969) è un allenatore di calcio ed ex calciatore bulgaro, di ruolo centrocampista.

## Biografia
Il suo omonimo figlio è a sua volta un calciatore, ed ha vestito la maglia della nazionale bulgara.

## Statistiche

### Cronologia presenze e reti in nazionale
| Cronologia completa delle presenze e delle reti in nazionale ― Bulgaria | Cronologia completa delle presenze e delle reti in nazionale ― Bulgaria | Cronologia completa delle presenze e delle reti in nazionale ― Bulgaria | Cronologia completa delle presenze e delle reti in nazionale ― Bulgaria | Cronologia completa delle presenze e delle reti in nazionale ― Bulgaria | Cronologia completa delle presenze e delle reti in nazionale ― Bulgaria | Cronologia completa delle presenze e delle reti in nazionale ― Bulgaria | Cronologia completa delle presenze e delle reti in nazionale ― Bulgaria |
| Data                                                                    | Città                                                                   | In casa                                                                 | Risultato                                                               | Ospiti                                                                  | Competizione                                                            | Reti                                                                    | Note                                                                    |
| ----------------------------------------------------------------------- | ----------------------------------------------------------------------- | ----------------------------------------------------------------------- | ----------------------------------------------------------------------- | ----------------------------------------------------------------------- | ----------------------------------------------------------------------- | ----------------------------------------------------------------------- | ----------------------------------------------------------------------- |
| 11-10-1997                                                              | Mosca                                                                   | Russia                                                                  | 4 – 2                                                                   | Bulgaria                                                                | Qual. Mondiali 1998                                                     | 1                                                                       | 67’                                                                     |
| 10-3-1998                                                               | Buenos Aires                                                            | Argentina                                                               | 2 – 0                                                                   | Bulgaria                                                                | Amichevole                                                              | -                                                                       |                                                                         |
| 22-4-1998                                                               | Sofia                                                                   | Bulgaria                                                                | 2 – 1                                                                   | Marocco                                                                 | Amichevole                                                              | -                                                                       | 61’                                                                     |
| 6-9-1998                                                                | Burgas                                                                  | Bulgaria                                                                | 0 – 3                                                                   | Polonia                                                                 | Qual. Euro 2000                                                         | -                                                                       | 46’                                                                     |
| 10-10-1998                                                              | Londra                                                                  | Inghilterra                                                             | 0 – 0                                                                   | Bulgaria                                                                | Qual. Euro 2000                                                         | -                                                                       | 63’                                                                     |
| 4-11-1998                                                               | Sofia                                                                   | Bulgaria                                                                | 0 – 0                                                                   | Algeria                                                                 | Amichevole                                                              | -                                                                       | 48’                                                                     |
| 24-12-1998                                                              | Agadir                                                                  | Marocco                                                                 | 4 – 1                                                                   | Bulgaria                                                                | Amichevole                                                              | -                                                                       | 65’                                                                     |
| 16-2-1999                                                               | Hong Kong                                                               | Egitto                                                                  | 3 – 1                                                                   | Bulgaria                                                                | Amichevole                                                              | -                                                                       | 46’                                                                     |
| 3-3-1999                                                                | Stara Zagora                                                            | Bulgaria                                                                | 2 – 0                                                                   | Slovacchia                                                              | Amichevole                                                              | -                                                                       | 64’                                                                     |
| 27-3-1999                                                               | Bruxelles                                                               | Belgio                                                                  | 0 – 1                                                                   | Bulgaria                                                                | Amichevole                                                              | -                                                                       | 79’                                                                     |
| 19-5-1999                                                               | Dubnica nad Váhom                                                       | Slovacchia                                                              | 2 – 0                                                                   | Bulgaria                                                                | Amichevole                                                              | -                                                                       | 42’                                                                     |
| 18-8-1999                                                               | Kiev                                                                    | Ucraina                                                                 | 1 – 1                                                                   | Bulgaria                                                                | Amichevole                                                              | -                                                                       | 70’                                                                     |
| 4-9-1999                                                                | Solna                                                                   | Svezia                                                                  | 1 – 0                                                                   | Bulgaria                                                                | Qual. Euro 2000                                                         | -                                                                       | 89’                                                                     |
| Totale                                                                  |                                                                         | Presenze                                                                | 13                                                                      |                                                                         | Reti                                                                    | 1                                                                       |                                                                         |

## Palmarès

### Giocatore

#### Competizioni nazionali
- Coppa di Bulgaria: 2

Levski Sofia: 1990-1991, 1991-1992

### Allenatore

#### Competizioni nazionali
- 3. Liga: 1

Duisburg: 2016-2017